# Stub
Um stub ou method stub, em português esboço de método, em desenvolvimento de software, é um pedaço de código usado para substituir algumas outras funcionalidades de programação. Um stub pode simular o comportamento de um código existente (como um procedimento em uma máquina remota) ou ser um substituto temporário para o código ainda a ser desenvolvido. Eles são portanto mais úteis em portabilidade, computação distribuída bem como no desenvolvimento e teste de software em geral.
São partes (fragmentos) de algoritmos que provêm a abstração de uma chamada (local) de procedimento (método) fazendo a ligação deste com o mecanismo de comunicação.
Stubs são como um proxy para os objetos remotos, são partes do código que fazem a chamada remota, são utilizados no cliente e no servidor.
Abaixo é mostrado um exemplo de um método stub:
```
   BEGIN
       Temperature = ThermometerRead(Outside)
       IF Temperature > 40 THEN
            PRINT "It's HOT!"
       END IF
   END
```

```
   BEGIN ThermometerRead(Source insideOrOutside)
        RETURN 28
   END ThermometerRead
```